# Claudiu David
Claudiu David, né le 7 décembre 1978 à Sinaia (Roumanie), est un pilote  de rallye automobile roumain.

## Championnat du Monde des Rallyes
Après avoir manqué l’occasion de participer à son premier rallye du Championnat du Monde (le Rallye d’Australie 2006) (à cause d’un conflit entre les Fédérations Roumaines de Sport Automobile, qui l’ont laissé sans licence internationale), Claudiu David a été sélectionné, grâce à ses performances dans le Championnat National, à participer à trois manches du Championnat du Monde des Rallyes 2007 (WRC) dans la catégorie P-WRC. Les trois rallyes ont été : le rallye d’Argentine, le rallye du Japon ainsi que le rallye de Grande-Bretagne. Une Mitsubishi Evo IX de groupe N a été mise sa disposition, préparée par l’écurie autrichienne Stohl Racing et inscrite dans le programme Bixxol Rally Team de promotion de jeunes talents de l’Europe de l’Est. Malgré des prestations remarquables, à la fin de l’année Claudiu David reçoit une mauvaise nouvelle car le Groupe OMV se retire de toute compétition automobile, ce qui le laisse sans le plus important soutien financier.

## Multiple champion en Roumanie
Né et résidant la plus belle station de ski de Roumanie, Sinaia, Claudiu David a multiplié ses succès dans le Championnat Roumain et Européen avec une petite VW Polo Gti (Champion de la classe N 1.6 en 2004 et 2005 et vainqueur de classe au Rally Waltviertel en Autriche en 2004). Il a piloté pour la première fois en compétition une voiture intégrale en 2006 et fini le championnat à la deuxième place, à seulement un point.
Claudiu David est capable de performances très élevées et surtout il arrive parfaitement à gérer la pression (comme ce fut le cas lors du dernier Rallye de Cluj, en 2008), quand, lors de la dernière spéciale, il a signé un temps de 10 secondes plus rapide que son rival, après une évolution à la limite sans faute. Malgré sa pointe de vitesse et fiabilité, il ne peut pas continuer la saison, faute de sponsors, et se voit obligé de se retirer après une victoire et deux places de second sur cinq rallyes disputés.

## Vainqueur dans le Championnat Hongrois
Le 1er août 2009, Claudiu obtient une impressionnante victoire en groupe N dans sa première participation dans le Championnat de Hongrie des Rallyes : la 42e édition d’Allianz Rallye, à Pecs (sur asphalte). Avec la Mitsubishi Lancer Evo IX, préparée par l’écurie locale Topp Cars, il a mené jusqu’à la fin une bataille très serrée avec son rival hongrois sur Subaru et gagné la groupe N (4e au général derrière trois voitures WRC) d’une différence de 0,9 s, après une performance notable dans la toute dernière spéciale du rallye.

## Circuit
En 2007, Claudiu David a impressionné le public roumain quand, lors de la manche roumaine du Championnat FIA-GT, disputée dans les roues de Bucarest, il a remporté la Coupe Dodge. Il a piloté pour l’occasion une Dodge Viper Competition Coupe de 510 CV, et s'est classé 8e de la catégorie GT3.

## Palmarès
- 2009 : 2 rallyes du Championnat Roumain (Timisoara, Iasi), 1 rallye du Championnat de Hongrie des Rallyes (Pecs - asphalte), victoire en gr. N (4e au général)- Mitsubishi Lancer Evo IX
- 2008 : 5 rallyes du Championnat roumain, 1 victoire (Cluj - asphalte), 2 podiums (2e place aux rallyes: Brasov - asphalte, Sibiu - terre) - Mitsubishi Lancer Evo IX
- 2007 : 3 rallyes du Championnat du Monde (Argentine, Japon et Grande-Bretagne); 1 rallye du Championnat d'Europe (Waltviertel, Autriche) (Mitsubishi Lancer Evo IX) ; 1 course en FIA-GT3, Bucharest Challenge (Dodge Viper GT3)
- 2006 : Vice-champion national de Rallyes de la Roumanie, à 1 point de la première place, 2 victoires (Piatra Neamt, Tara Bârsei) – (Mitsubishi Lancer Evo VII), la première participation de Claudiu sur une voiture intégrale
- 2004-2005 : Champion national du Trophée N1.6 dans le Championnat Roumain des Rallyes (VW Polo) ; vainqueur de la classe N2 au Waldviertel Rally, Autriche en 2004, manche du Championnat d’Europe des Rallyes
- 2003 : 3e place de la grupe H du Championnat Roumain des Rallyes (Renault 5 GT Turbo), une victoire de spéciale au scratch devant les grosses voitures, lui vaut les regards de tous les spécialistes comme le futur Champion de Roumanie
- 2001-2002 : Avec des ressources très limités, Claudiu David prend le départ dans plusieurs manches du Championnat Roumain des Rallyes, en groupe H (équivalent gr. F en Roumanie), il réussit cependant à monter plusieurs fois sur le podium (Renault 5 GT Turbo et Opel Corsa GTI)
- 2000 : Vice-champion de la catégorie débutants dans le Championnat Roumain des Rallyes (Opel Corsa GTI)
- 1996-1997 : Rallycross – (Opel Rekord)